# Koivusaari (metrostation)
Koivusaari (Zweeds: Björkholmen) is een station van de metro van Helsinki. Het is het westelijkst gelegen metrostation van Helsinki. Het ligt onder een jachthaven op het eiland Lauttasaari. 
Het station is geopend op 18 november 2017. Het volgende station in westelijke richting is Keilaniemi en in oostelijke richting Lauttasaari.
Kivenlahti · 
Espoonlahti · 
Soukka · 
Kaitaa · 
Finnoo · 
Matinkylä ·
Niittykumpu ·
Urheilupuisto ·
Tapiola ·
Aalto-yliopisto ·
Keilaniemi ·
Koivusaari ·
Lauttasaari ·
Ruoholahti ·
Kamppi ·
Rautatientori ·
Helsingin yliopisto ·
Hakaniemi ·
Sörnäinen ·
Kalasatama ·
Kulosaari ·
Herttoniemi ·
Siilitie · 
Itäkeskus
Noordelijke tak:
Myllypuro ·
Kontula ·
Mellunmäki
Oostelijke tak:
Puotila ·
Rastila ·
Vuosaari